# Johannes Rosengren
Johannes Rosengren, född den 24 september 1871 i Skurup, död den 18 juni 1930 i Göteborg, var en svensk skeppsbyggnadsingenjör och högskolelärare.
Rosengren avlade 1897 ingenjörsexamen inom skeppsbyggerifacket vid Chalmers tekniska institut, var 1897–1901 anställd vid svenska och engelska skeppsvarv, 1901–1905 vid Howaldtswerke i Kiel, förestod 1905–1915 skeppsvarvet vid Kockums mekaniska verkstad i Malmö samt medverkade vid eller ledde byggandet av ett stort antal fartyg för örlogs- och handelsmarinerna liksom flytdockor.
Rosengren utnämndes 1914 till förste fartygsinspektör i Göteborgs distrikt inom den då nyinrättade statens fartygsinspektion. Han blev 1916 tillförordnad och 1917 ordinarie professor i skeppsbyggen vid Chalmers tekniska institut och var även, sedan 1918, officiell besiktningsman för fartyg i Göteborg samt utövade konsulterande ingenjörsverksamhet inom skeppsbyggnadsfacket. 
Som statens ombud övervakade Rosengren byggandet av 12 000-tons flytdockan i Göteborg samt uppgjort för svensk-finska trafikkommissionens (1922–1923) räkning förslag till tågfärja och ångfartyg för trafiken Sverige–Finland. Han företog omfattande utländska studieresor och skrev reseberättelser samt uppsatser, företrädesvis rörande det praktiska skeppsbyggeriet. Rosengren är begravd på Båstads kyrkogård.